# Баррі Купер
Баррі Купер (англ. Barry Cooper;; нар. 2 травня 1949, Весткліфф-он-Сі) — британський музикознавець, великий фахівець з творчості Людвіга ван Бетовена.
Закінчив Оксфордський університет. Автор ряду органних і хорових творів. Викладав в Абердинському університеті, з 1990 року професор Манчестерського університету.
З початку 1980-х років працював з чернетками і рукописами Бетовена, узагальнивши свої спостереження в книгах «Бетовен і творчий процес» (англ. Beethoven and the Creative Process; 1990) і «Бетовенський компендіум» (англ. The Beethoven Compendium; 1991). Найбільший резонанс, однак, викликали висловлювання Купера, пов'язані з так званою Десятою симфонією Бетовена: за твердженням Купера, йому вдалося ідентифікувати серед пізніших чернеток Бетховена начерки до нової симфонії (про намір Бетховена приступити до нової симфонії було відомо з листування композитора). Підсумком п'ятирічної роботи Купера стала завершена партитура 15-хвилинного твору, вперше виконаного 17 жовтня 1988 року Ліверпульським філармонічним оркестром під керуванням Вальтера Веллера; в подальшому Купер розширив і доповнив твір.